# Heliococcus brincki
Heliococcus brincki är en insektsart som beskrevs av Matile-ferrero 1970. Heliococcus brincki ingår i släktet Heliococcus och familjen ullsköldlöss. Inga underarter finns listade i Catalogue of Life.